# Ортега, Брайан
Бра́йан Ма́ртин Орте́га (англ. Brian Martin Ortega; род. 21 февраля 1991, Лос-Анджелес) — американский боец смешанного стиля, представитель полулёгкой весовой категории. Претендент на титул в полулёгкой весовой категории (UFC 231). Выступает на профессиональном уровне начиная с 2010 года, известен по участию в турнирах бойцовской организации UFC, владел титулами чемпиона небольших организаций Respect in the Cage и Resurrection Fighting Alliance.
Занимает 5 строчку официального рейтинга  UFC в полулёгком весе.

## Титулы и достижения
Ultimate Fighting Championship
- Обладатель премии «Лучший бой вечера» (пять раз) против Тьяго Тавареса, Ренато Мойкано, Каба Свонсона, Макса Холлоуэя и Александра Волкановски
- Обладатель премии «Выступление вечера»  (три раза) против Каба Свонсона, Фрэнки Эдгара и Яира Родригеса
- «Нокаут года» (один раз) против Фрэнки Эдгара
- Пятый по количеству бонусов в истории полулегкого дивизиона UFC (8)
- Второй по количеству финишей в истории полулегкого дивизиона UFC (7)
- Второй по количеству сабмишенов в истории полулегкого дивизиона UFC (4)
- Пятый место по количеству попыток сдачи в истории полулегкого дивизиона UFC (12)

Resurrection Fighting Alliance
- Чемпион RFA (бывший; один раз)

World MMA Awards
- Прорыв года (2017)

MMAjunkie.com
- Бой месяца, (июнь 2015), против Тьяго Тавареса
- Бой месяца, (сентябрь 2021), против Александра Волкановски

ESPN
- Бой года 2021 против Александра Волкановски

MMA Mani
- Бой года 2021 против Александра Волкановски

MMA Sucka
- Бой года 2021 против Александра Волкановски

## Биография
Брайан Ортега родился 21 февраля 1991 года в Лос-Анджелесе, имеет мексиканские корни. В возрасте семнадцати лет начал серьёзно заниматься боксом, проходил подготовку под руководством тренера Джеймса Ларсена, который взял его в ученики и обучил ударным навыкам. Позже освоил технику бразильского джиу-джитсу, тренировался в Академии джиу-джитсу Грейси в Торрансе, где его наставником был известный мастер Рорион Грейси, а также его сыновья Рирон, Ренер и Ралек Грейси. Впоследствии из рук Ренера Грейси получил чёрный пояс по БЖЖ.

### Начало профессиональной карьеры
Дебютировал в смешанных единоборствах на профессиональном уровне в апреле 2010 года, с помощью «треугольника» заставил своего соперника сдаться в первом же раунде. Дрался в небольших региональных промоушенах преимущественно на территории Южной Калифорнии. Из всех поединков неизменно выходил победителем, завоевал титулы чемпиона по версиям местных организаций Respect in the Cage и Resurrection Fighting Alliance в полулёгкой весовой категории.

### Ultimate Fighting Championship
Имея в послужном списке восемь побед и ни одного поражения, Ортега привлёк к себе внимание крупнейшей бойцовской организации мира Ultimate Fighting Championship и в апреле 2014 года подписал с ней долгосрочный контракт. Дебютировал в октагоне UFC в июле того же года в поединке с Майком де ла Торре — принудил его к сдаче в первом же раунде с помощью удушающего приёма сзади, однако затем провалил сделанный после турнира допинг-тест — в его пробе обнаружили следы анаболического стероида дростанолона. Боец признал вину, ему назначили штраф в размере 2500 долларов и отстранили от боёв сроком на девять месяцев, при этом результат боя с Де ла Торре был отменён.
По окончании срока дисквалификации в июне 2015 года Ортега вернулся в клетку и выиграл техническим нокаутом у бразильца Тиагу Тавариса — оба бойца были награждены премией за лучший бой вечера.
В 2016 году им были побеждены Диегу Брандан и Клей Гвида.
В 2017 году Ортега успешно применил «гильотину» на бразильце Ренату Мойкану, заработав бонус за лучший бой вечера. Затем с той же «гильотиной» выиграл у соотечественника Каба Свонсона — здесь удостоился сразу двух наград: за лучшее выступление вечера и за лучший бой вечера.
Продолжил череду побед в марте 2018 года, отправив в нокаут бывшего чемпиона организации Фрэнки Эдгара (это был первый раз, когда Эдгар оказался в нокауте). В этом бою так же был награждён бонусом за лучшее выступление вечера.
В рамках июльского турнира UFC 226 планировался чемпионский бой между Брайаном Ортегой и действующим чемпионом UFC в полулёгком весе Максом Холлоуэем, однако буквально за несколько дней Холлоуэй вынужден был сняться из-за неудовлетворительного состояния здоровья.

## Статистика в профессиональном ММА
| Боёв 21         | Побед 16 | Поражений 4 |
| --------------- | -------- | ----------- |
| Нокаутом        | 3        | 2           |
| Сдачей          | 8        | 0           |
| Решением        | 5        | 2           |
| Не состоявшихся | 1        | 1           |

| Результат    | Рекорд   | Соперник              | Способ                     | Турнир                                    | Дата             | Раунд | Время | Место                  | Примечание                                                                             |
| ------------ | -------- | --------------------- | -------------------------- | ----------------------------------------- | ---------------- | ----- | ----- | ---------------------- | -------------------------------------------------------------------------------------- |
| Поражение    | 16-4 (1) | Диего Лопес           | Единогласное решение       | UFC 306                                   | 14 сентября 2024 | 3     | 5:00  | Парадайс, Невада, США  |                                                                                        |
| Победа       | 16-3 (1) | Яир Родригес          | Сдача (ручной треугольник) | UFC Fight Night: Морено vs. Ройвал 2      | 24 февраля 2024  | 3     | 0:58  | Мехико, Мексика        | «Выступление вечера» (4)                                                               |
| Поражение    | 15-3 (1) | Яир Родригес          | TKO (травма плеча)         | UFC Fight Night: Ортега vs. Родригес      | 16 июля 2022     | 1     | 4:11  | Элмонт, Нью-Йорк, США  |                                                                                        |
| Поражение    | 15-2 (1) | Александр Волкановски | Единогласное решение       | UFC 266                                   | 25 сентября 2021 | 5     | 5:00  | Лас-Вегас, Невада, США | Бой за титул чемпиона UFC в полулёгком весе; «Лучший бой вечера» (5)                   |
| Победа       | 15-1 (1) | Чон Чхан Сон          | Единогласное решение       | UFC Fight Night: Ortega vs. Korean Zombie | 17 октября 2020  | 5     | 5:00  | Абу-Даби, ОАЭ          |                                                                                        |
| Поражение    | 14-1 (1) | Макс Холлоуэй         | TKO (остановлен врачом)    | UFC 231                                   | 8 декабря 2018   | 4     | 5:00  | Торонто, Канада        | Бой за титул чемпиона UFC в полулёгком весе; «Лучший бой вечера» (4)                   |
| Победа       | 14-0 (1) | Фрэнки Эдгар          | KO (апперкот)              | UFC 222                                   | 3 марта 2018     | 1     | 4:44  | Лас-Вегас, США         | «Выступление вечера» (2)                                                               |
| Победа       | 13-0 (1) | Каб Свонсон           | Сдача (гильотина)          | UFC Fight Night: Swanson vs. Ortega       | 9 декабря 2017   | 2     | 3:22  | Фресно, США            | «Выступление вечера» (1); «Лучший бой вечера» (3)                                      |
| Победа       | 12-0 (1) | Ренату Мойкану        | Сдача (гильотина)          | UFC 214                                   | 29 июля 2017     | 3     | 2:59  | Анахайм, США           | «Лучший бой вечера» (2)                                                                |
| Победа       | 11-0 (1) | Клей Гвида            | KO (удар коленом)          | UFC 199                                   | 4 июня 2016      | 3     | 4:40  | Инглвуд, США           |                                                                                        |
| Победа       | 10-0 (1) | Диегу Брандан         | Сдача (треугольник)        | UFC 195                                   | 2 января 2016    | 3     | 1:37  | Лас-Вегас, США         |                                                                                        |
| Победа       | 9-0 (1)  | Тиагу Таварис         | TKO (удары руками)         | UFC Fight Night: Boetsch vs. Henderson    | 6 июня 2015      | 3     | 4:10  | Новый Орлеан, США      | «Лучший бой вечера» (1)                                                                |
| Не состоялся | 8-0 (1)  | Майк де ла Торре      | NC (результат отменён)     | UFC on Fox: Lawler vs. Brown              | 26 июля 2014     | 1     | 1:39  | Сан-Хосе, США          | Ортега выиграл с помощью удушения сзади, но провалил допинг-тест, и результат отменили |
| Победа       | 8-0      | Кеони Кох             | Раздельное решение         | RFA 12                                    | 24 января 2014   | 5     | 5:00  | Лос-Анджелес, США      | Завоевал титул чемпиона RFA в полулёгком весе                                          |
| Победа       | 7-0      | Джордан Ринальди      | Сдача (треугольник)        | RFA 9                                     | 6 августа 2013   | 3     | 2:29  | Помона, США            |                                                                                        |
| Победа       | 6-0      | Томас Гимонд          | Сдача (треугольник)        | Respect In The Cage 20                    | 4 мая 2013       | 1     | 4:02  | Помона, США            | Защитил (1) титул чемпиона RTC в полулёгком весе                                       |
| Победа       | 5-0      | Карлос Герсес         | Единогласное решение       | Respect In The Cage 10                    | 12 марта 2011    | 5     | 5:00  | Помона, США            | Завоевал титул чемпиона RTC в полулёгком весе                                          |
| Победа       | 4-0      | Крис Меркадо          | Единогласное решение       | Respect In The Cage 9                     | 15 января 2011   | 3     | 5:00  | Помона, США            |                                                                                        |
| Победа       | 3-0      | Винсент Мартинес      | Сдача (удушение сзади)     | Respect In The Cage 5                     | 24 июля 2010     | 1     | 1:54  | Лос-Анджелес, США      |                                                                                        |
| Победа       | 2-0      | Амир Фаттахов         | Единогласное решение       | Gladiator Challenge: Bad Behaviour        | 27 июня 2010     | 3     | 5:00  | Сан-Джасинто, США      |                                                                                        |
| Победа       | 1-0      | Джон Сассоне          | Сдача (треугольник)        | Gladiator Challenge: Maximum Force        | 25 апреля 2010   | 1     | 1:48  | Сан-Джасинто, США      |                                                                                        |